# Antoni Rybiński
Antoni Józef Rybiński herbu Radwan (ur. ok. 1750, zm. 10 marca 1822) – kasztelan owrucki, uczestnik prac Sejmu Wielkiego, członek konfederacji targowickiej województwa kijowskiego w 1792 roku.

## Biografia
Był bratankiem Jacka, opata oliwskiego, bratem Józefa, biskupa kujawskiego i Jana Nepomucena, posła na Sejm Czteroletni. Urodził się prawdopodobnie jak bracia w Torczynie, w powiecie radomyskim (jeszcze dawniej powiat i województwo kijowskie), jako syn Tadeusza Łukasza Rybińskiego, podkomorzego kijowskiego i Rozalii z Kościuszków, chorążanki kijowskiej (jej ojciec był rodzonym bratem dziadka Tadeusza Kościuszki).
Już w 1775 roku zostaje wyznaczony przez Sejm komisarzem do rozstrzygnięcia sporu pomiędzy Leonardem Azaryczem a posesorami klucza stawiskiego. Na sejmie w 1780 jest posłem z powiatu kijowskiego, pisany podkomorzycem kijowskim, wyznaczonym sędzią sejmowym na II kadencję rozpoczynającą się 1 czerwca 1781. Ponownie na sejmie w 1786 obrany sędzią sejmowym na kadencję II rozpoczynającą się 1 czerwca 1787. Na Sejmie Wielkim 30 maja 1789 obrany komisarzem z Województwa Kijowskiego ds. poboru ofiary z dóbr ziemskich i duchownych w Koronie i Wielkim Księstwie Litewskim, pisany szambelanem Jego Królewskiej Mości. Niedługo później 14 października 1790 mianowany kasztelanem owruckim. Z tym też urzędem formalnie przystępuje do konfederacji 4 listopada 1790 i zostaje powołany przez sejm 31 maja 1792 sędzią sejmowym ekstraordynatoryjnym (z senatu). 2 maja 1791 roku podpisał asekurację, w której zobowiązał się do popierania projektu Ustawy Rządowej.

W roku 1785 odznaczony Orderem św. Stanisława przez króla Stanisława Augusta. To wyróżnienie zbiegło się w czasie z małżeństwem z Magdaleną z Eysymonttów (1v. Kazimierzową Jezierską, szambelanową JKM), młodą wdową, uchodzącą za faworytę Adama Naruszewicza. Wskutek tegoż mariażu doszło do ostrych sporów rodzinnych, które splotły się nierozłącznie z polityką, gdyż bracia i ojciec przeszli na stronę opozycji wobec króla, który był tutaj osobiście zaangażowany (kilka lat później doszło jednak do pogodzenia z ojcem i młodszym bratem – Janem, szambelanem pruskim; wszyscy byli mocno zaangażowani w prace Sejmu Wielkiego).
Po upadku Insurekcji Kościuszkowskiej osiadł z żoną w Orchowcu, gdzie w 1794 schronił się Naruszewicz.
Z małżeństwa z Magdaleną Eysymontt, pozostawił syna Łukasza, dziedzica dóbr Rozważów. Zmarł 10 marca 1822.